# Dora Marsden

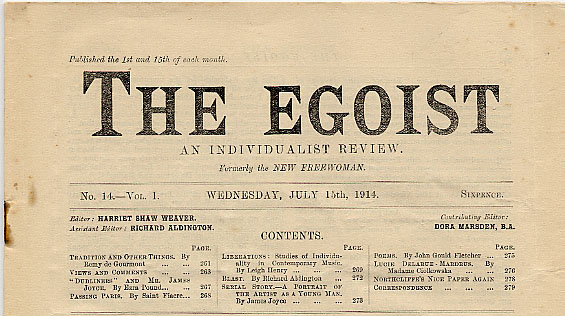
The Egoist 1914.

Dora Marsden, född 5 mars 1882 i Marsden nära Huddersfield i West Yorkshire, död 13 december 1960 i Dumfries, Skottland, var en brittisk feminist, filosof och en framträdande förespråkare av egoismen inom filosofin. Hon var den drivande kraften bakom feministtidskriften The New Freewoman, som senare blev tidskriften The Egoist. Dora Marsden var influerad av Max Stirner. Benjamin Tucker var supporter av tidskrifterna tills en hätsk diskussion om egoismen ledde till ett sammanbrott i kontakten mellan honom och Marsden.
Dora Marsden var även medlem i Women's Social and Political Union (WSPU).